# Rebecca Allen
Rebecca Kate Allen (ur. 6 listopada 1992 w Wangarattcie) – australijska koszykarka występująca na pozycji silnej skrzydłowej, reprezentantka kraju, obecnie zawodniczka Connecticut Sun.
17 maja 2018 została zawodniczką Basketu 90 Gdynia. 19 stycznia 2019 podczas spotkania w ramach półfinału pucharu Polski doznała kontuzji kolana, która wykluczyła ją z dalszych występów do końca sezonu.
21 maja 2019 powróciła do składu Arki. 4 lutego 2022 przedłużyła umowę z New York Liberty. W styczniu 2023 trafiła w wyniku wymiany do Connecticut Sun.

## Osiągnięcia
Stan na 4 czerwca 2023, na podstawie, o ile nie zaznaczono inaczej.

### Drużynowe
- Mistrzyni:
  - EuroCup (2021)
  - Hiszpanii (2023)
  - Polski (2020)
  - Słowacji (2017)
- Wicemistrzyni Hiszpanii (2021, 2022)[9]
- Zdobywczyni:
  - superpucharu:
    - Europy (2021)[9]
    - Hiszpanii (2021)[9]

  - Pucharu Polski (2020)[10]
- Finalistka:
  - pucharu:
    - Hiszpanii (2021, 2022)
    - Słowacji (2017)

  - Superpucharu Hiszpanii (2022)
- Uczestniczka rozgrywek Eurocup (2016/2017, 2020/2021)

### Indywidualne
(* – nagrody przyznane przez eurobasket.com, australiabasket.com)
- MVP:
  - EBLK (2020)[11]
  - finałów australijskiej ligi SEABL (2013)
  - 17. kolejki ligi słowackiej (2017)
- Defensywna zawodniczka roku WNBL (2014)
- Młoda zawodniczka roku SEABL (2011)
- Zaliczona do:
  - I składu najlepszych zawodniczek:
    - ligi hiszpańskiej (2022)*[9]
    - EBLK (2020)[11]
    - zagranicznych ligi*:
      - hiszpańskiej (2022)[9]
      - słowackiej (2017)
      - francuskiej (2018)

  - II składu*:
    - WNBL (2014)
    - ligi słowackiej (2017)

  - składu honorable mention*:
    - WNBL (2015, 2016)
    - francuskiej ligi LFB (2018)
- Liderka WNBL W przechwytach (2014, 2015)

### Reprezentacja
- Brązowa medalistka mistrzostw:
  - świata (2014)
  - Azji (2019)
- Uczestniczka mistrzostw świata U–19 (2011 – 4. miejsce)
- Zaliczona do:
  - I składu mistrzostw Azji (2019)
  - III składu mistrzostw świata U–19 (2011)*